# Коста Антоновић
Коста Антоновић (Београд, 8. мај 1883 — Праг, 5. мај 1933) је био пешадијски бригадни генерал Војске Краљевине Југославије.

## Војна каријера
Вишу војну школу је завршио у Београду, а усавршавао се у Прагу, у Аустроугарској. Учествовао је у балканским ратовима, и у гушењу арнаутских побуна у Првом светском рату. Говорио је поред српско-хрватско-словеначког језика и чешки, немачки и француски језик. Преминуо је у Прагу, док се налазио у званичној посети Чехословачкој.

## Војни функционер
Ово је списак војних финкција које је обављао:
- помоћник команданта Пешадијске официрске школе
- командант школе за резервне пешадијске официре
- командант Првог батаљона Другог југословенског пука

## Књиге
Као писац, објавио је много књига:
- Подсетник за коришћење Пешадијских егзерцних правила
- Ратна служба и остатак наших правила и настава гађања при изради плана ватре за: десетину, вод, чеду и батаљон